# Ліам Ріджвелл
Ліам Ріджвелл (англ. Liam Ridgewell, нар. 21 липня 1984, Лондон) — англійський футболіст, що грав на позиції захисника. Відомий за виступами в низці англійських і закордонних клубів, а також за молодіжну збірну Англії. Володар Кубка англійської ліги.

## Клубна кар'єра
Ліам Ріджвелл народився 1984 року в Лондоні, та є вихованцем футбольної школи клубу «Вест Гем Юнайтед». У дорослому футболі дебютував 2001 року виступами за команду «Астон Вілла», проте відразу до основи клубу не пробився, і керівництво клубу в 2002 році відправило гравця в оренду до клубу «Борнмут». Після повернення з оренди Ріджвелл став частіше потрапляти до основного складу бірмінгемського клубу, і до 2007 року провів у складі команди 79 матчів, у яких відзначився 7 забитими м'ячами.
У 2007 році Ліам Ріджвелл перейшов до клубу «Бірмінгем Сіті», де відразу став гравцем основного складу. У складі другого бірмінгемського клубу у сезоні 2010—2011 років став володарем Кубка англійської ліги. У складі «Бірмінгем Сіті» Ріджвелл грав до 2012 року, та провів у складі команди 152 матчі чемпіонату, в яких відзначився 9 забитими м'ячами.
У 2012 році Ріджвелл став гравцем клубу «Вест-Бромвіч Альбіон», у якому грав до 2014 року. У 2014 році футболіст перейшов до клубу МЛС «Портланд Тімберс», у якому грав до кінця 2018 року. Протягом цього часу портлендський клуб двічі здавав Ріджвелла в оренду до англійських клубів «Віган Атлетік» і «Брайтон енд Гоув». У 2019 році футболіст перейшов до клубу «Галл Сіті», проте за короткий час футболіст перейшов до клубу «Саутенд Юнайтед», у якому невдовзі завершив кар'єру футболіста.
Завершив ігрову кар'єру у команді за яку виступав протягом 2019—2020 років.

## Виступи за збірні
2002 року Ліам Ріджвелл дебютував у складі юнацької збірної Англії (U-19), загалом на юнацькому рівні зіграв 1 гру, відзначившись у ній одним забитим голом. Протягом 2004—2005 Ріджвелл років залучався до складу молодіжної збірної Англії, нНа молодіжному рівні зіграв у 8 офіційних матчах.

## Титули і досягнення
- Володар Кубка англійської ліги (1):

«Бірмінгем Сіті»: 2010–2011